# Andrzej Bargiel
Andrzej Leszek Bargiel (ur. 18 kwietnia 1988 w Rabce) – polski narciarz wysokogórski (skialpinista), biegacz górski i himalaista. Były członek Tatrzańskiego Klubu Narciarskiego Tatra Team Zakopane i Polskiej Kadry Narodowej w skialpinizmie, były uczestnik programu Polski Himalaizm Zimowy, ratownik TOPR.

## Biografia
Wychował się w Łętowni. Ma dziesięcioro rodzeństwa. Mieszka w Zakopanem.
Od 2013 roku konsekwentnie realizuje projekt Hic Sunt Leones (łac., dosł. „tu są lwy”), w ramach którego organizuje narciarskie wyprawy wysokogórskie, których celem jest szybkościowe wejście, bez dodatkowego tlenu i zjazdy na nartach z najwyższych szczytów Ziemi. Jako pierwszy człowiek w historii zjechał na nartach z wierzchołków K2 oraz Broad Peak.

## Osiągnięcia
- 2007 – mistrzostwa Polski w narciarstwie wysokogórskim, 1. miejsce w zawodach juniorów[3]
- 2008 – 3. miejsce w World Cup Madonna de Campiglio (junior)
- 2009 – 3. miejsce w Pucharze Świata, Dochstein Xtream (espoir)
- 2010 – Elbrus Race, bieg górski, trasa Extreme, zwycięstwo w zawodach i nowy rekord trasy 3:23:37 (3242 metrów przewyższenia, start na wysokości 2400m, poprawił o 32 minuty rekord trasy 3:55:59 Denisa Urubki z roku 2006)
- 2012 – Lhotse, próby szybkiego wejścia z bazy, ostatnia do wysokości obozu 4 (14–15 października), około 7100 m, przerwana z powodu złej pogody[4][5]
- 2 października 2013 – Sziszapangma - środkowy wierzchołek (7999 lub 8008 m), wejście na nartach skiturowych i zjazd, wejście w 30 godzin z bazy (od godz. 5 rano 1 października 2013 do około godziny 13, 2 października 2013), zjazd do obozu 2 i po odpoczynku zjazd do bazy[6][7]
- 25 września 2014 – Manaslu – czasowy rekord wejścia z bazy na grań szczytową w czasie 14 godzin 5 minut oraz czasowy rekord baza-grań szczytowa Namaslu-baza[8] – 21 godzin 14 minut. Zjazd z grani szczytowej na nartach z powodu bardzo słabej widoczności nie odbył się w całości.
- 25 lipca 2015 – Broad Peak – jako jeden z dwóch himalaistów w roku 2015[9] zdobywa główny wierzchołek i dokonuje pierwszego w historii zjazdu na nartach z tego ośmiotysięcznika (z głównego wierzchołka do bazy)[10]. Zjazd na nartach do bazy zajął mu w sumie 3 godziny.
- 2016 – rekord w szybkości zdobycia tytułu Śnieżnej Pantery – 29 dni 17 godzin 5 minut:
  - 16 lipca – Szczyt Lenina (wejście z ABC na wysokości 4400 m (start 15 lipca o 19:30) na szczyt w 13 godzin 30 minut i zjazd z wierzchołka na nartach do ABC w 2 godziny). Wejście od strony Kirgistanu.
  - 25 lipca – Szczyt Korżeniewskiej (wejście z Moskvina BC na wysokości 4350 m na szczyt w 8 godzin 40 minut; zjazd z wierzchołka na nartach do granicy śniegu i zejście do bazy).
  - 2 sierpnia – Szczyt Ismaila Samaniego (wejście z Moskvina BC na wysokości 4350 m na szczyt w 14 godzin 25 minut; zjazd z wierzchołka na nartach do granicy śniegu i zejście do bazy)
  - 10 sierpnia – Chan Tengri (wejście z bazy Inylczek Południowy na wysokości 4070 m na szczyt w 8 godzin 17 minut; zjazd na nartach z wysokości około 6300 m)
  - 14 sierpnia, 12:35 czasu miejscowego – Szczyt Zwycięstwa
- 21 maja 2017 – zjazd na nartach kuluarem Mallory’ego na północnej ścianie Aiguille du Midi[11].
- 22 lipca 2018 – zjazd na nartach z K2 (z wierzchołka do bazy bez zdejmowania nart) – jako pierwszy człowiek w historii[12].
- 30 września 2019 – przerwanie wyprawy na Mount Everest, której celem był zjazd na nartach z najwyższego szczytu Ziemi (po 3 tygodniach prób przejścia przez lodowiec) z powodu złych warunków pogodowych i w obliczu zagrażającego bezpieczeństwu gigantycznego, naderwanego i zwisającego nad lodowcem Khumbu seraka.
- 30 kwietnia 2021 – jako pierwszy człowiek w historii zdobył szczyt Yawash Sar II w Karakorum, po czym zjechał z niego na nartach[13].
- 10 maja 2021 – jako pierwszy Polak w historii wspólnie z Jędrkiem Baranowskim zdobył szczyt Laila Peak, pozostawiając narty poniżej kopuły szczytowej, po zdobyciu wierzchołka obaj zjechali z tego miejsca na nartach do bazy.
- 2023 – 19 lipca zdobył szczyt Gaszerbrum II i zjechał z niego na nartach, a 26 lipca zdobył najwyższy w tej grupie szczyt Gaszerbrum I i także zjechał z jego wierzchołka na nartach[14].

## Wyróżnienia
6 listopada 2015 za zasługi dla rozwoju polskiego skialpinizmu oraz za promowanie imienia Polski w świecie został odznaczony Złotym Krzyżem Zasługi.
W maju 2016 w konkursie Travelery organizowanym co roku przez polski oddział magazynu National Geographic Traveler został uznany Człowiekiem Roku 2016.
Otrzymał Kolosa za rok 2016 i 2018 w kategorii alpinizm.
Zajął 8. miejsce w plebiscycie Przeglądu Sportowego na najlepszego sportowca 2018 roku.
W styczniu 2019 roku został wyróżniony przez magazyn National Geographic nagrodą National Geographic's Adventurer of the Year 2019.
W październiku 2021 roku otrzymał nagrodę Promotora Polski przyznawaną przez Fundację Polskiego Godła Promocyjnego "Teraz Polska".